# بكتل
شركة بكتل (بالإنجليزية: Bechtel Corporation (Bechtel Group))، هي أكبر شركة بناء وهندسة في الولايات المتحدة،  تأسَّست في 1898. صَنَّفت بأنَّها أكبر خامس شركة مَملُوكَة للقطاع الخاص في الولايات المتَّحدة. ويَقع مَقَرها الرئيسيّ في الحي الماليّ من سان فرانسيسكو كاليفورنيا. واعتباراً من 2012، حقَّقت بكتل 37.9 مِليار دُولَار في الإيرادات ويعمل بها حوالي 53,000 مُوَظَّف، يعملون على مشاريع في نَحْو 50 بلدا.

## التَّاريخ

### التأسيس والسنوات الأولى
بدأت أنشطة بكتل التجاريَّة في 1898 عندما انتقل مزارع الماشية «وارن آي بكتل» من بيبودي، كانساس، إلى إقليم أوكلاهوما للعمل في خطوط السكك الحديديَّة مع فريقه من البغال، وتنقُّل بكتل مع عائلته بشكلٍ متكرر بين مواقع البناء في جميع أنحاءِ غرب الولايات المتَّحدة على مدى عدَّة سنوات، وانتقل في النهاية إلى أوكلاند، كاليفورنيا، وفي عام 1904 عمل مشرفًا على خط سكة حديد غرب المحيط الهادئ، وفي عام 1906 فاز وارن بكتل بأول «عقد من الباطن» لَهُ لبناء جزء من قسم «أوروفيل إلى أوكلاند» من سكة حديد غرب المحيط الهادئ. وفي ذلك العام اشترى مجرفة بخار [الإنجليزية] وأصبَحَ رائدًا في التِكنولوجيا الجديدة. وقام برسم شعار شركة «وارن بكتل» على جانب مجرفة البخار، وهنا كانت بداية شركة وارن بكتل، في أوائل القرن العِشرين أكملت شركة بكتل العمل في سلسلة من عقود السكك الحديديَّة، وبلغت ذروتها في تمديد خط سكك حديد شمال غرب المحيط الهادئ الذي انتهى عام 1914.
غامر بكتل في أعمال أُخرى غير بناءً السكك الحديديَّة، بدءًا من إِنشاء طريق نهر كلاماث السريع في كاليفورنيا في عام 1919، وقامت الشركة ببناء الطرق والجسور والطرق السريعة في جميع أنحاءِ غرب الولايات المتَّحدة، وعملت في أولى مشاريعها الكهرومائية في عشرينيّات القرن الماضي لصالح شركة «باسيفيك للغاز والكهرباء» في كاليفورنيا.
في 1925 انضم إليه أبناؤه وارين جونيور وستيفن وكينيث وشقيقه آرثر لتأسيس شركة «وارن بكتل»، والتي كانت بحلول ذلك الوقت شركة البناء الرائدة في غرب الولايات المتَّحدة. وفي 1929 حث نجل وارن «ستيفن» والده على الشروع في أول مَشْرُوع خط أنابيب للشركة، وبدأت بكتل العمل مع شركة كاليفورنيا ستاندرد أويل لبناء خطوط الأنابيب والمصافي.
في يناير 1931 انضمت شركة بكتل إلى مقاولين آخرين في الغرب لتشكيل شركة «سيكس كومبانيس» وهي ائتلاف تجاري أُنشئت لتقديم عطاءات للحصول على عقد من الحُكومة الأمريكيَّة لبناء سد هوفر، وفازت الشركة بالمزايدة في مارس وبدأت في أعمال البناء في صيف عام 1931.

### الحرب العالميَّة الثانيةُ والتوسع الخارجي والعصر النوويّ
تُوفيَّ وارن بكتل بشكلٍ غير متوقع في 1933 أثناء وجوده في رحلة عمل في مدينة موسكو، وخلفه ابنه ستيفن بيشتل سينيور وأصبَحَ رئيسًا لِشَرِكَة بكتل والرئيس التنفيذيّ لمشروع سد هوفر، وأكملت بكتل سد هوفر في عام 1935 تحت قيادته، وكان المَشْرُوع هو الأكبر من نوعه في تاريخ الولايات المتَّحدة في ذلك الوقت وأول مشروع عملاق لِشَرِكَة بكتل.
خِلال الحرب العالمية الثانية دعت اللجنة البحريَّة الأمريكيَّة شركة بكتل لتقديم عطاءاتها للحصول على عقد بناء نصف طلباتها المكونة من 60 سفينة شحن، ولم يكن لدى بكتل أي خبرة سابقة في بناء السفن ولكنَّها قدمت عرضًا لشراء 60 سفينة بأكملها. وبين عاميّ 1941 و 1945 بنت أحواض السفن التابعة لبكتل ببناء 560 سفينة في زمن الحرب، وعملت على إِنشاء خط أنابيب من يوكون إلى ألاسكا يسمى «كانول» لوزارة الحرب الأمريكيَّة.
نوعت الشركة مشاريعها ووسعت نطاق عملها إلى بلدان أُخرى تحت قيادة «ستيفن بكتل الأب»، وركزت على «المشاريع الجاهزة» وهو مفهوم ابتكره ستيفن بكتل الأب حيثُ تعاملت بكتل مع المشاريع من التخطيط والتصميم إلى البناء والتسليم.
كانَ أول عمل لِشَرِكَة بكتل خارج الولايات المتَّحدة هو بناء «خط أنابيب مين غراندي» في فنزويلا في عام 1940، وفي عام 1947 بدأت بكتل بناء خط أنابيب تابلاين وهو أطول خط أنابيب نفط فِي الْعَالم في ذلك الوقت، يبدأ في السعودية ويمُر عبر الأردن وسوريا وينتهي في لبنان. وتوّسعت أعمال الشركة عالميًا خِلال الأربعينيَّات وخاصة في الشرق الأوسط.
في عام 1949 بدأت بكتل العمل في الطاقة النوويَّة وكان أول عمل لها في هذا المجال هو بناء المفاعل النووي التجريبي الأول في ولاية أيداهو، وفي 1957 بنت محطة دريسدن النووية لكومنولث إديسون في إلينوي وهي أول محطّة طاقة نووية تجاريَّة ممولة من القطاع الخاص في الولايات المتَّحدة.
شملت مشاريعها الرئيسيَّة في الخَمسينِيَّات «خط أنابيب ترانس ماونتن» في 1952، وخط أنابيب نفط في كندا، ودراسة أولية للقناة الإنجليزيَّة في 1959. وبدأت بكتل أيضًا العمل الهندسي في نِظَام النقل السريع لمنطقة الخليج في 1959.

### عصر المشاريع العملاقة
تولَّى ستيفن دي بكتل الابن مَنصِب والده رئيسًا للشركة بعدَ تقاعد ستيفن بكتل في 1960،  وخِلال الستينيّات والسبعينات من القرن العِشرين، شاركت بكتل في بناء 40 بالمائة من المحطات النوويَّة في الولايات المتَّحدة، حيثُ أنجزت في 1968 محطة سان أونوفري للطاقة النووية في كاليفورنيا وهي أكبر محطّة نووية أمريكيَّة في ذلك الوقت، وشاركت بكتل في بناء نَحْو 20 بالمائة من إجمالي القدرة الجديدة لتوليد الطاقة في الولايات المتَّحدة في 1972، وبحلول نهاية السبعينات انتقلت الشركة إلى مشاريع التنظيف النوويَّة حيثُ نظفت جزيرة ثري مايل في 1979.

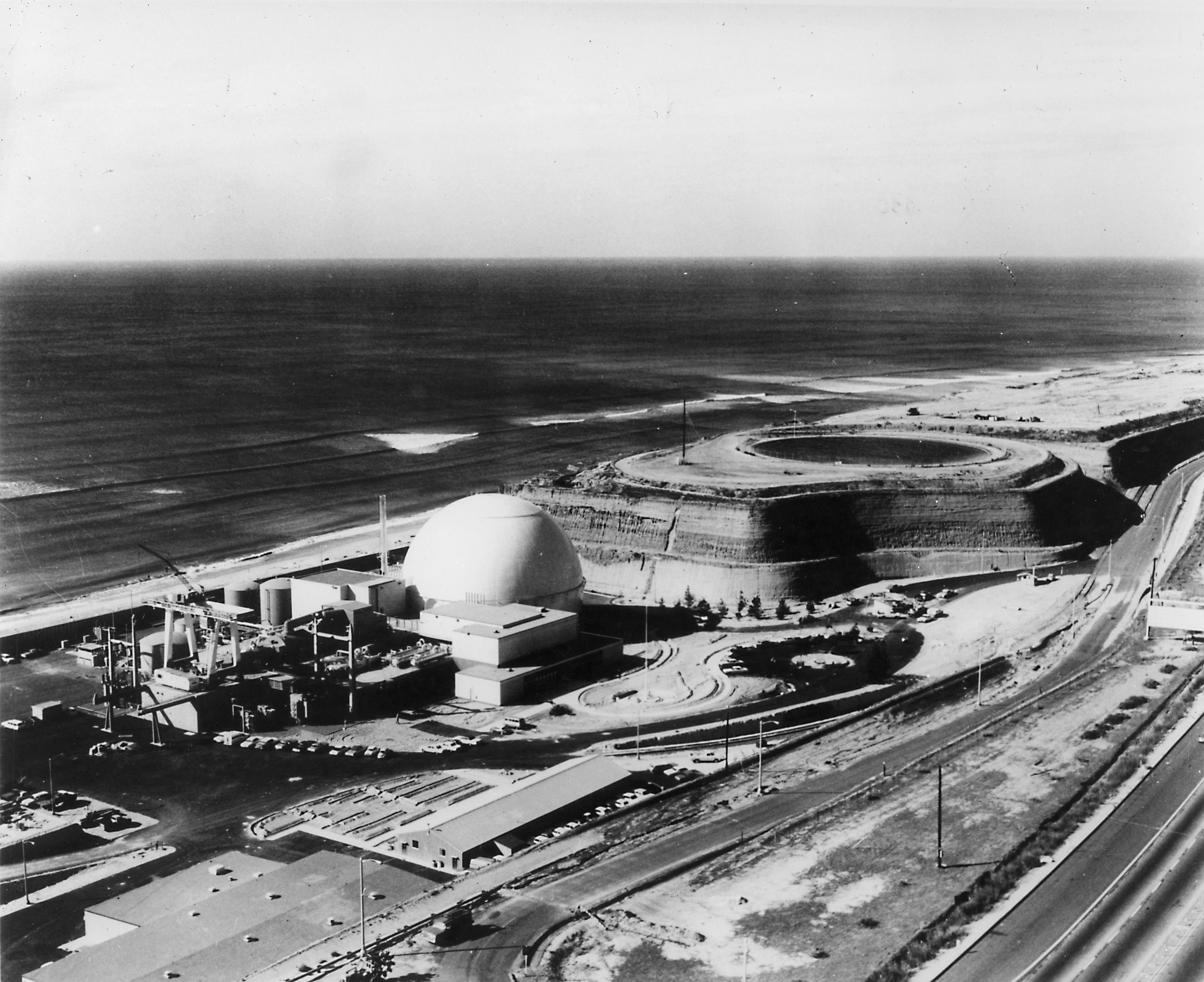
إنشاء محطة سان أونوفر لتوليد الطاقة النووية في 1968

أكملت بكتل العمل في مشاريع عملاقة أُخرى خِلال السبعينات، بما في ذلك المطارات الرئيسيَّة في المملكة العربيَّة السُعوديَّة وقطار المترو في واشنطن العاصِمَة،  وفي 1976 بدأت الشركة العمل في مدينة الجبيل الصناعيّة في المملكة العربيَّة السُعوديَّة، حيثُ ساهمت في تحويل اَلمِنطَقَة من قرية صغيرة إلى مدينة يزيد عدد سُكَّانها عن ربع ملْيُون نسمة.
في الثمانينات تولت بكتل إدارة مَشْرُوع دورة الألعاب الأولمبية الصيفية في لوس أنجلوس، وأنشأت بكتل «طريق أنقرة-جيريد السريع» في تركيا كجزء من شبكة الطرق التي تربط أوروبا وآسيا في 1986.
في عام 1987 حصلت بكتل على عقد إدارة مَشْرُوع نفق تحت البحر يربط بين المملكة المتحدة وفرنسا يسمى نفق المانش.

### زيادة الأعمال
حول ركود الثمانينات تَركِيزَ الشَّرِكَة نَحو مَجَالَات جديدة للنمو مِنهَا تنظيف البيئة ومشاريع الطاقة البديلة، وَفِي 1989 عُين رايلي بي بيشتل رئيسًا لِلشَّرِكَة.
في 1991 وضعت بكتل حجر الأَسَاسِ لمشروع مُشتَرَك مَعَ «بارسونز برينكرهوف» لمشروع «النفق المركزي في بوسطن» أو مَا يُعرف بِاِسمِ «بيغ ديغ»، وهُوَ مَشرُوع كَانَت بكتل مَسؤُولَة عَنه مُنذُ عام 1986،  ويُعتبر المَشرُوع في ذَلِك الوَقتِ أكبر مَشرُوع نَقل حضري وأكثره تعقيدًا على الإِطلاق في الوَلاَياتِ المتَّحدة، حيثُ استمر العَمَل فِيه 20 عامًا وأصبَحَ بيغ ديغ أَكثَرَ تعقيدًا ممَّا كَانَ متوقعًا، وتزايدت انتقادات المَشرُوع في 2005 بَعدَ تسرب في أحد الأنفاق الجَدِيدَةِ، وَفِي صيف 2006 انهارت لوحة سقف نفق وأسفرت الحادثة عَن مقتل سائق سيارة.
شَارَكتِ بكتل في مهمة إطفاء حرائق آبار النفط في الكويت عام 1991، بَعدَ حرب الخليج الثانية، وكَانَت المهمة جُزءًا مِن إعادة بِنَاءِ البِنية التَّحتيَّة في الكويت.
في 1994 بَدَأتِ بكتل العَمَل في مطار هونج كونج بتَكلِفَة 20 مِليار دُولَار أمريكي، حيثُ شملت الصفقة بِنَاءِ مطار جَدِيد وإِنشاءِ تسعة مشاريع أُخرى للبنية التحتية،  وعملت بكتل في التسعينات في مشاريع أُخرى مِنهَا نِظَام مترو أثينا،  وَالمُحِيط الأطلسيّ للغاز الطَّبيعِيّ المُسَال في ترينيداد، والطريق السَّرِيعِ الكرواتي، وامتداد خط اليوبيل لمترو أنفاق لندن، ومحطة كويزون للطاقة في الفلبين، ومصنع أشباه المُوصِلات في الصين. كما أدارت بكتل عَمَلِيّاتِ تصميم وبِنَاءِ مُرَافِقِ الأَلعَابَ الأولمبية في أولمبياد برشلونة 1992،  والأَلعَابَ الشَّتوِيَّة في ناغانو اليابانيّة في عام 1998، وقدمت خِدماتِ التخطيط والإِدَارَةِ لدورة الأَلعَابَ الأولمبية الشَّتوِيَّة لعام 2002 في مَدِينَة سولت ليك.
أثارت العديد مِن مشاريع بكتل في عقد 2000 الجدل، حيثُ اندلعت في بوليفيا مظاهرات تحتج على قِيَامِ مرفق مملوك جزئيًا لِشَرِكَة بكتل برفع أسعار المياه، وانسحبت الشَّرِكَة مِن البلاد ورفعت دَعوَى قضائيَّة ضدَّ بوليفيا تطالبها بدَفعِ خسائر بقِيمَة 25 مليُون دُولَار، وتمَّت تسوية القضية في عام 2006 بدَفعِ "0.30" دُولَار.
بَدَأتِ بكتل العَمَل في عام 2001 في محطّة «هانفورد تانك» لمعالجة النفايات وتثبيتها في موقع هانفورد في ولاية واشنطن، وتضمّن المَشرُوع إِنشاءِ محطّة معقَّدة للغاية لمعالجة النفايات السائلة المشعة، حيثُ استخدمت تقنيات بِنَاءِ جديدة هي الأولى مِن نوعها، ويُعتبر المَشرُوع الأكثر تعقيدًا في الوَلاَياتِ المتَّحدة في 2013.
وَكَانَ المَشرُوع محل جدل تقاريرِ المفتش العَامِ في وزارة الطاقة، ودراسات مكتب محاسبة الحكومة بِشَأنِ ارتفاع التكاليف، والسلامة والجودة النوويَّة، ومزاعم المخالفات، حيثُ وجد المفتش العَامِ لوزارة الطاقة في عام 2013 أن «بكتل قرَّرت وُجُودِ مشكلة منهجية وانهيار في الضوابط المتعلّقة بمراجعة تغييرات التصميم»، ولكنَّها اتخذت خطوات لتصحيحها.
في عام 2003 فازت بكتل بِعَقدِ قيمته 680 مليُون دُولَار لإعادة بِنَاءِ البِنية التَّحتيَّة في العراق مِن الوكالة الأمريكية للتنمية الدولية، وتُتهم بكتل بالمناقصة غير التنافسية، وفازت بالعقد التنافسي الثاني في يناير 2004،  وأكملت 97 مِن أصل 99 مهمة تضمنها العقد، وأوقفت المشروعين المتبقيين بسببِ الاضطرابات الأمنيَّة المُتصاعدة في البلاد.
كَانَت بكتل واحدة مِن أربع شركات استأجرتها الوكالة الفيدرالية لإدارة الطوارئ لبناء مساكن مؤقتة بَعدَ إعصار كاترينا في عام 2005، حيثُ بنت بكتل أَكثَرَ مِن 35 ألف مقطورة في أقل مِن عام للمقيمين النازحين في مسيسيبي، وتعرَّضت لانتقادات بسببِ تَكلِفَة وجودة العَمَل.
في عام 2007 بَدَأتِ بكتل العَمَل في الطريق السَّرِيعِ الرومانيّ إيه 3 «أوتوسترادا ترانسيلفانيا» وَفِي الطرق السريعة الألبانيَّة، ولاحقًا اِتَّفَقتِ بكتل مَعَ الهيئة الوطنيَّة للطرق الرومانيَّة على تسوية لإنهاء الأشغال في «أوتوسترادا ترانسيلفانيا» في عام 2013، واِفتَتَحَت بكتل اِفتِتاح الطريق السَّرِيعِ الألباني في عام 2010.
وشملت مشاريعها الأُخرى جسر تكوما ناروس في ولاية واشنطن، وتوسعة مصفاة جمناجار في الهند، وإِنشاءِ «محطّة غينيا الاستوائيَّة للغاز الطَّبيعِيّ المُسَال»، وإِنشاءِ «محطّة أوك كريك للطاقة» في ويسكونسن.

## المواقع والأنشطة
مواقع العمليَّات الرئيسيَّة لِشَرِكَة بكتل في مدينة بريزبان الأستراليَّة،  ومدينة كالغاري الكنديَّة، ومدينة دبي الإماراتيَّة، ومدينة هيوستن الأمريكيَّة، والعاصِمَة البريطانيَّة لندن، والعاصِمَة الهنديَّة نيودلهي، ومدينتي رستون  وسان فرانسيسكو الأمريكيّتين، والعاصِمَة التشيليَّة سانتياغو، ومدينة شانغهاي الصينيَّة، والعاصِمَة الكينيَّة نيروبي، وعاصمة تايوان تايبيه، والعاصِمَة الأمريكيَّة واشنطن.
يقع مَقَر بكتل الرئيسيّ في مدينة رستون، حيثُ يُضمُّ مَقَر العمليَّات العالميَّة للشركة، والمقر الرئيسيّ لوحدة الأعمال العالميَّة للطاقة النوويَّة والأمن والبيئة ومكاتب الأمريكتين لوحدة الأعمال العالميَّة للبنية التحتية. ومقر وَحدة النفط والغازُ والكِيمَاوِيّات التابعة للشركة،  وللشركة مكتب في واشنطن وهو مَقَر فَرِيق الشؤون الحكوميَّة ولجنة العمل السياسيّ.
كما يوجد لها مقرَّات خارج أمريكا الشماليَّة، ومنها المقر الرئيسيّ لوحدة البِنية التَّحتيَّة في مكتب الشركة في لندن، ومقرات «وَحدة التَعدِين والمعادن» في العاصِمَة التشيليَّة سانتياغو ومدينة بريزبن الأستراليَّة. في عام 2013 أنشأت الشركة «المركز العالميّ للتميز الهندسي» في دبي للتركيز على مشاريع السكك الحديديَّة والمشاريع البحريَّة. وأنشأت «مراكز ابتكار» في هيوستن ولندن في 2015 وسانتياغو في 2018 لاختبار التِكنولوجيا الجديدة.
تعمل بكتل في المشاريع العالميَّة العملاقة من خِلال وحدات أعمالها الأربع، وَحدة البِنية التَّحتيَّة، ووَحدة التَعدِين والمعادن، ووَحدة النفط والغازُ والكِيمَاوِيّات، والوحدة النوويَّة والأمنيَّة والبيئيَّة،  وغالبًا ما تقوم الشركة بالعمل في المشاريع من مَرحَلَة التصميم إلى مراحل البناء، وتشمل قيمها المؤسسية السلامة والجودة والأخلاق.
كانت بكتل الراعي التقديمي للفيلم الوثائقي "حلم كبير:هندسة عالمنا (بالإنجليزية: Dream Big: Engineering Our World)" الذي أنتجته شركة أفلام «ماكجليفراي فريمان» بالشراكة مع «الجمعيَّة الأمريكيَّة للمهندسين المدنيين»، ويهدف الفيلم الوثائقي لإِلْهام الشباب لمُمَارَسَة المهن الهندسيَّة.
افتتحت بكتل «مركز اللحام والتِكنولوجيا التطبيقية» في 2017 في منطقة «ممر هيوستن للطاقة» لتدريب عمَّال اللحام وعمال البناء، كما يوفر المركز التدريب الاِفتِراضِيّ والواقع المُعَزَّز لتدريب العاملين.

### البِنية التَّحتيَّة
تتولى «وَحدة البِنية التَّحتيَّة» مشاريع النقل والطاقة والمُنشآت الكهرومائية بشكلٍ رئيسي، وتشمل مشاريع النقل الطرق السريعة والجسور والسكك الحديديَّة ومرافق الطيران حيثُ عبدت بكتل أكثر من 17,200 ميل (27,700 كـم) من الطرق وأنشأت 390 محطّة طاقة و50 محطّة كهرومائية،  وبنت 20 بلدة ومدينة على مستوى العالم. وعملت في 300 مَشْرُوع مترو أنفاق وسكك حديدية، وفي 80 مشروعًا للموانئ والمرافئ، وفي 96 مَشْرُوع مطار رئيسي.
تقود وَحدة البِنية التَّحتيَّة تحالفًا في أعمال الهندسة والمشتريات والبناء للخط الأول والثاني لمترو الرياض مُنذُ أبريل 2014، وفي يوليو 2014 وقَّعت عقد لبناء طريق سريع بطول 37 ميلاً يربط بين عاصمة كوسوفو بريشتينا ومقدونيا الشمالية.
تشارك بكتل في بناء مَشْرُوع «كروس ريل» في لندن، بتكلفة 24 مِليار دُولَار يهدف للربط بين مُدن شرق وغرب لندن وإلى خِدْمَة 200 ملْيُون شخص سنويًا،  وأكتمل المَشْرُوع بنِسبَة 65& في يونيو 2015.
في 2016 بدأت بكتل أعمال البناء في المَرحَلَة الأولى من مَشْرُوع سكة حديد خفيفة في ألبرتا في كندا، وهي أول أعمالها شراكة بين القطاعين العام والخاص،  كما تشارك في العديد من المشاريع الجارية ومنها بناء البِنية التَّحتيَّة الوطنيَّة في الغابون في 2016.
تدعم يكتل التطوير المستمر لمدينة الجبيل الصناعيّة في المملكة العربيَّة السُعوديَّة، حيثُ عمِلَت فيها لأكثر من 40 عامًا، وحصلت على عقد في 2017 لإنشاء وتشغيل «المكتب الوطنيّ لإدارة المشاريع» في السُعوديَّة. في مايو 2017 كانت بكتل شريك في إدارة وحفر الأنفاق والمحطات للمرحلة الثانيةُ من مَشْرُوع مترو سيدني،  الذي يُعتبر أكبر مَشْرُوع للبنية التحتية العامَّة في أُستراليا، ويشمل العمل إِنشاء أنفاق سكة حديد مزدوجة تحت ميناء سيدني، وفازت بكتل بعقد في أغسطس 2017 لتصميم وبناء طريق سريع بطول 473 كيلومتر يربط العاصِمَة الكينيَّة نيروبي بمدينة مومباسا الميناء الرئيسيّ في كينيا. وفي عام 2018 أكملت بكتل إِنشاء محطّة هيومل لتوليد الطاقة التابعة لِشَرِكَة «باندا باور فندز» في ولاية بنسلفانيا. وتعمل بكتل أيضًا على مَشْرُوع «أدفانسد باور» في نيويورك،  وتبنِي «محطّة كيياسك جنراتينغ» لتوليد الطاقة الكهرومائية في مدينة مانيتوبا الكنديَّة. وعملت وَحدة البِنية التَّحتيَّة أيضًا على مشروعات جوجل فايبر في العديد من المناطق في جنوب شرق الولايات المتحدة.
من بين المشاريع المنجزة، أنهت بكتل طريق سريع بطول 10.8 ميل (17.4 كـم) مكون من أربعة حارات في كوسوفو قبل عام من الموعد المحدد في نوفمبر 2013،  وأكملت منشأة كاتالينا سولار لتوليد الطاقة الكهروضوئية وبناء مزرعة كاليفورنيا فالي للطاقة الشمسيَّة في عام 2013،  وأكملت أيضًا تَطوِير مَشْرُوع لنقل الطاقة في كندا تضمن إِنشاء 1200 برج نقل جديد وخط نقل كهرباء بطول 85 ميل (137 كـم) في 2013،  وأكملت المَرحَلَة الأولى من تمديد «ممر دالاس متروريل» في شمال فيرجينيا،  وأكملت مطار حمد الدولي في العاصِمَة القطريَّة الدوحة في 2014. وأكملت بكتل محطة ايفانباه للطاقة الشمسية في كاليفورنيا، وهي أكبر مَشْرُوع للطاقة الشمسيَّة الحراريّة فِي الْعَالم، وقد بدأَ في إنتاج الطاقة في فبراير 2014.
في 2015 بدأت بكتل توسعة «مترو أنفاق تورنتو يورك سبدينا»،  وأكملته في 2017، وأكملت بكتل بناء «منشأة ستونوول للطاقة» التي تعمل بالغاز الطَّبيعِيّ بقدرة 778 ميجاوات في مايو 2017، حيثُ توفر المحطّة الكهرباء لعدد 778 ألف منزل في شمال فيرجينيا ومنطقة واشنطن العاصِمَة. وفي عام 2018 أكملت الوحدة مبنى ركاب جوي جديد في العاصِمَة العُمانية مسقط.

### التَعدِين والمعادن
تعمل «وَحدة التَعدِين والمعادن» في المشاريع المتعلّقة بالتَعدِين وإنتاج المعادن مثل الألمنيوم والفحم والنحاس وخام الحديد وأكسيد الألومنيوم وغيرها من المعادن، وتعمل الوحدة في ست قارات وأكملت المئات من مشاريع التَعدِين الكبرى، وعملت أكثر من ألف دراسة تعدين. كما أنهت 42 مشروعًا رئيسيًا للنحاس و30 مصاهرًا للألمنيوم و15 مشروعًا رئيسيًا للفحم وثمانية مشاريع لتكرير الألومينا.
في عام 2013 أكملت الوحدة بناء أول مصهر ألمنيوم في المملكة العربيَّة السُعوديَّة في منطقة رأس الخير،  و«منجم داونيا للفحم» في كوينزلاند في أُستراليا،  ووسعت «محطّة كوراجانج للفحم» في ميناء واراتا في أُستراليا لزيادة الطاقة الإنتاجيَّة إلى 145 ملْيُون طن سنويًا.
في عام 2014 أكملت وَحدة التَعدِين والمعادن منجم كافال ريدج للفحم في كوينزلاند،  وبدأت العمليَّات فِي مَشْرُوع الكاثود النحاسي «أولاب» التابع لِشَرِكَة إسكونديدا، والذّي يتكون من وسادة ترشيح ديناميكية جديدة ونِظَام مناولة المعادن.
في عام 2015 أكملت الوحدة مكثف النحاس «لاس لامباس» في بيرو لِشَرِكَة «إم إم جي ليمتد»،  ومصهر «كيتيمات للألمنيوم» في كندا لمجموعة مجموعة ريو تينتو،  وأكملت «وَحدة التَعدِين والمعادن» أيضًا رصيفًا ثالثًا لِشَرِكَة «تحالف بي اتش بي بيليتون ميتسوبيشي» في «محطّة هاي بوينت للفحم» في كوينزلاند في أُستراليا، ورفعت قدرتها التصديرية من 44 إلى 55 ملْيُون طن سنويًا.
بدأت بكتل بناء مصفاة الطويلة للألومينا في أبو ظبي لصالح شركة الإمارات العالميَّة للألمنيوم في 2015،  وفي أبريل 2016 أَعلَنَت شركة ألومنيوم البحرين تعيين بكتل كمقاول للهندسة والمشتريات وإدارة البناء لمشروع توسعة الخط السادس للشركة،  وفي نفس الشهر أَعلَنَت «شركة ريو تينتو» أن «مصهر كيتيمات» وصل إلى مستويات الإنتاج الكاملة البالغة 420.000 طن سنويًا،  بينما حقَّقَ مكثف النحاس «لاس لامباس» الإنتاج التجاري في يوليو 2016. وتعمل بكتل على تَطوِير مبادرة امرون بوكسيت لِشَرِكَة مجموعة ريو تينتو في أُستراليا.
أكملت بكتل هندسة وشراء وبناء نِظَام محطّة تحلية المياه لمنجم النحاس إسكونديدا في تشيلي،  في عام 2018. وقام فَرِيق المَشْرُوع المشترك «بكتل-تيكينت» ببناء خط أنابيب مزدوج بطول 112 ميل (180 كـم) لنقل المياه المحلاة من ساحل المحيط الهادئ عبر صحراء أتاكاما إلى منجم إسكونديدا على ارتفاع 10,000 قدم (3,000 م) تقريبًا فوق مستوى سطح البحر في جبال الأنديز.

### النفط والغازُ والكِيمَاوِيّات
تعمل «وَحدة النفط والغازُ والكِيمَاوِيّات» على تصميم وبناء مرافق الغازُ الطَّبيعِيّ المُسَال والنفط وخطوط الأنابيب والبِترُوكِيماويات والغازُ الطَّبيعِيّ ومرافق معالجة المياه، وتقومُ الوحدة أيضًا ببناء واختبار صهاريج تخزين الغازُ الطَّبيعِيّ المُسَال. ومُنذُ تأسيسها بنت بكتل أَنظِمَة خطوط الأنابيب بطول 50,000 ميل (80,000 كـم)، وأنشأت أكثر من 50 مشروعًا رئيسيًا لحقول النفط والغازُ، وأكملت 380 مشروعًا للكيماويات والبِترُوكِيماويات. قامت بكتل ببناء ثلث قدرة إسالة الغازُ الطَّبيعِيّ المُسَال فِي الْعَالم.
بنت الوحدة مجمع يحتوي على ثلاثة مصانع للغاز الطَّبيعِيّ المُسَال في جزيرة كورتيس في كوينزلاند في أستراليا (2011 إلى 2016)، وأكملت أول قاطرة من أصل ستة قاطرات في ديسمبر 2014، وحصل المجمع على جائزةً أفضل مَشْرُوع عالمي لعام 2016 من قبل «سجل الأخبار الهندسية» في فئة «الطاقة والصناعة»، وصنف «مَشْرُوع البناء في العام» من قبل «إس آند بي جلوبال بلاتس». وبنت الوحدة أيضًا «مَشْرُوع ويتستون» للغاز الطَّبيعِيّ المُسَال المكون من قطارين وهو أحد أكبر جهود موارد الطاقة في أُستراليا. بعدَ الانتهاء من القطار الأول في أواخر عام 2017، بدأَ الإنتاج من القطار الثاني في المنشأة في مُنتَصَف عام 2018.
بنت بكتل خمسة قطارات لإنتاج الغازُ الطَّبيعِيّ المُسَال لصالح شركة تشينير إنيرجي بارتنر باسمِ «مَشْرُوع تسييل سابين باس» في مقاطعة كاميرون في ولاية لويزيانا، وسلمت أول شحنة في 2016، وفي نوفمبر 2018 أكملت الوحدة أول قطار في «مَشْرُوع تسييل كوربوس كريستي» في تكساس، حيثُ يتكون «مَشْرُوع كوربوس كريستي» من ثلاثة قطارات للغاز الطَّبيعِيّ المُسَال، وثلاثة صهاريج لتخزين الغازُ ورصيفين. وفي عام 2016 أكملت بكتل خزاني مصنع تسييل في كوربوس كريستي في ولاية تكساس لصالح شركة تشينير.
حصلت الوحدة على عقد لتصميم هندسي أمامي لمحطة باسيفيك نورث ويست للغاز الطَّبيعِيّ المُسَال في فانكوفر في كولومبيا البريطانية في مايو 2013. وحصلت على عقد لبناء مرافق لحقل شاه دنيز للغاز في أذربيجان. وفي أغسطس 2015 تعاقدت «شركة دلفين للغاز الطَّبيعِيّ المُسَال» مع بكتل لإنشاء وتصميم سفينة عاز طَّبيعِيّ مُسَال عائمة في ميناء دلفين قبالة ساحل لويزيانا، وَالتي ستكون الأولى في الولايات المتَّحدة. وفي 2015 حصلت على عقد لبناء 12 خط أنابيب غاز طَّبيعِيّ في تايلاند.
كانت الشركة جُزءًا من ائتلاف تجاري في عام 2015 لإنشاء مجمع بِترُوكِيماويات في مقاطعة بلمونت في ولاية أوهايو. وهي المقاول الرئيسيّ لمصنع رويال داتش شل للبتروكيماويات في مقاطعة بيفر.
عمِلَت بكتل على تحديث منشأة في مصفاة رييكا في كرواتيا في فبراير 2014،  وتعاقدت مع الهيئة المصرية العامة للبترول لتصميم ترقية لوحدة الفحم في مصفاة أسيوط بِاستخدام تقنية ثروبلاس. وحصلت على عقد في 2016 لترقية مصفاة في بومونت بِاستخدام تقنية «سكان فاينينج» المملوكة لِشَرِكَة إكسون موبيل.
في أواخر 2017 حصلت على عقد لتصميم وبناء «مَشْرُوع دريفتوود للغاز الطَّبيعِيّ المُسَال» في لويزيانا، وفي يناير 2018 حصلت على عقد تصميم هندسي لمشروع الغاز فائق الحموضة الذي تخطط لَهُ شركة بترول أبو ظبي الوطنية في اَلمِنطَقَة الشماليَّة الغَربيَّة من أبوظبي.
في يونيو 2019 تعاقدت بكتل مع «أمريكا الكيميائيّة العالميَّة» و«داليم» لبناء مُفَاعِل إيثان على نهر أوهايو في مقاطعة بلمونت بتكلفة 6 مِليار دُولَار.

### النوويَّة والأمنيَّة والبيئيَّة
تتولى الوحدة النوويَّة والأمنيَّة والبيئيَّة الأعمل الحكوميّة للشركة والأعمال النوويَّة التجاريَّة، وتدعم الوحدة المنظَّمات الدوليَّة والمنظَّمات الحكوميَّة الأمريكيَّة بما فيها وزارتي الدفاع والطاقة،  حيثُ عمِلَت بكتل في 80 بالمائة من المحطات النوويَّة في الولايات المتَّحدة مُنذُ خمسينيّات القرن الماضي، إمَّا بتصميمها أو صيانتها أو إنشائها.
وهي عضوًا في اتِحاد يدير مختبرًا وطنيًا وعددًا من المرافق المتعلّقة بالأمن القومي الأمريكيّ وأهمها مختبر لورانس ليفرمور الوطني والعمليَّات المُشتركة لمجمع الأمن القومي Y-12 ومصنع بانتكس.
وقَّعت بكتل عقد لإدارة مرافق أبحاث الدفع النوويّ للبحرية الأمريكيَّة مُنذُ عام 2011،  وفي يونيو 2013 أكملت الوحدة تصميم وبناء مَشْرُوع وكالة الدفاع الصاروخي الأمريكيَّة في فورت غريلي في ألاسكا، والذّي تضمن ثلاثة حقول صواريخ وأربعين صومعة. وفي عام 2014 اختارتها وزارة الدفاع البريطانيَّة شركة لدعم البحريَّة الملكيّة والقوات الجوية في المشتريات وخدمات الدعم المُدارة. وبدأت بكتل في تقديم الاختبارات والعمليَّات لمجمع أرنولد للتنمية الهندسيَّة في قاعدة أرنولد الجوية في تينيسي مُنذُ 2016.
تشمل أعمال بكتل الحكوميَّة الأُخرى بناء منشآت لمعالجة النفايات المشعة السائلة المخزنة تحت الأرض في موقع هانفورد للنفايات النوويَّة التابع لوزارة الطاقة في واشنطن،  واتفقت بكتل مع إيكوم في عام 2016 على دفع 125 ملْيُون دُولَار لتسوية مطالبات وزارة العدل الأمريكيَّة التي تتهمها بأعمال غير مناسبة عند بناء منشأة موقع هانفورد في محمية هانفورد النوويَّة، واستخدام الأموال العامَّة للضغط، لكنّ بكتل قَالَت أنَّها قرَّرت تسوية المطالبات لتجنب التقاضي الطويل والمكلف، ولم تعترف بتلك الاتهامات. وفي أواخر 2017 أكملت بكتل تجميع مصهرين للنفايات النوويَّة سعة كلّ مِنهُمَا 300 طن، وتُعد المصاهر الأكبر من نوعها في الولايات المتَّحدة.
تدير الوحدة عقود وزارة الدفاع الأمريكيَّة لتفكيك الأسلحة الكيميائيّة المخزنة والتخلص منها، بما في ذلك غاز الخردل وغاز الأعصاب، وبحلول عام 2019 دمر مصنع بويبلو التجريبي في كولورادو ما يقرب من 100 ألف عبوة سلاح كيميائي. وأكملت بكتل بناء «المصنع التجريبي لتدمير العوامل الكيميائيّة للعشب الأزرق» في عام 2015. ومُنذُ مايو 2012 أصبَحَت بكتل جُزءًا من اتِحاد لإنشاء هيكل حاجز تشيرنوبيل الآمن الجديد لحصر مُفَاعِل تشيرنوبيل النوويّ التالف رقم 4 بأمان. وتواصل بكتل الإشراف على العملية. وفي نوفمبر 2016 أزاح الفَرِيق قوس احتواء ضخم لتغطية المُفَاعِل النوويّ المتضرر واحتواء المادة المشعة.
في 2016 أكملت بكتل العمل في "مُفَاعِل واتس بار 2 النوويّ التابع لسلطة وادي تينيسي. وفي مايو 2016 فاز مَشْرُوع مُشْتَرَك - بكتل أحد أطرافه - بعقد لتصميم الواجهة الأماميّة لبناء محطّة الطاقة النوويَّة "ويلفا نوكليار باور استيشن" في ويلز لصالح "شركة هورايزن نيوكلير باور".
في أغسطس 2017 تولت بكتل أعمال البناء في «مصنع جورجيا للطاقة فوغتل» بعدَ أن تقدمت شركة كهرباء ويستينغهاوس القائمة عليهِ بطلب الإفلاس.
تبني بكتل مُنذُ 2018 منشأة معالجة اليورانيوم في مجمع الأمن القومي Y-12 في ولاية تينيسي، بتكلفة 6.5 مِليار دُولَار، وهو جزء من بَرنامَج الإدارة الوطنيَّة للأمن النوويّ الذي يهدف لاستبدال المُنشآت القديمة مُنذُ حقبة الحرب الباردة.

## الإدارة
أعضاء مجلس إدارة بكتل:
- «بريندان بكتل» رئيس مجلس الإدارة والرئيس التنفيذيّ، وهو من الجيل الخامس من عائلة بكتل الذي يتولى قيادة الشركة.[201]
- «جاك فوتشر» الرئيس والمدير التنفيذيّ للعمليّات.[202]
- «كاثرين هانت رايان» المديرة الماليَّة.[203]

شغل العديد من المديرين التنفيذيين رفيعي المستوى في شركة بكتل أحيانًا مناصب مهمة في حكومة الولايات المتَّحدة، وكان في «حكومة ريغان» اثنان من المدراء التنفيذيين السَّابقين في شركة بكتل وهما وزير الدفاع كاسبار واينبرغر، ووزير الخارجيَّة جورج شولتز.

## الماليَّة والتصنيفات
احتَّلت بكتل المرتبة الثامنة في قائمة فوربس لأكبر الشَّرِكَاتِ الخاصّة في أمريكا من حيثُ الإيرادات لعام 2017، والمرتبة السابعة في قائمة فورتشن لأهم 25 شركة خاصة. واختارتها "Engineering News-Record" كأفضل مقاول أمريكيّ من حيثُ الإيرادات لعشرين عامًا على التوالي، واحتلت المرتبة 12 في قائمة أفضل 250 مقاول دولي من حيثُ الإيرادات لعام 2018.

## المشاريع الكبرى
| الاسم                             | الصورة | الوصف |
| --------------------------------- | ------ | --- |
| سد هوفر                           |        | قادت بكتل أعمال البناء في السد من عام 1931 حتَّى اكتمالها في عام 1935. وكان أول مشروع عملاق لِشَرِكَة بكتل. |
| مدينة الجبيل الصناعية             |        | أكبر مدينة صناعية في الشرق الأوسط وأكبر مَشْرُوع هندسي إنشائي فِي الْعَالم. أشرفت بكتل على أعمال البناء مُنذُ بداية المَشْرُوع في مُنتَصَف السبعينات. |
| ترميم حقل نفط الكويت              |        | قادت بكتل فَرِيق لإصلاح 749 بئر نفط منها 650 بئر مشتعل. |
| حاجز تشيرنوبيل الآمن الجديد       |        | وهو هيكل أُقيمَ لحصر محطّة تشيرنوبيل للطاقة النوويَّة في أوكرانيا، التي انفجرت في 1986 في أسوأ حادث نووي في التَّاريخ. تم تصميم هذا الهيكل ليدوم 100 عام وليحل محل "التابوت الحجريّ" الأصليّ الذي أُقيمَ لاحتواء الإشعاع في أعقاب الكارثة، وقد بدأت بكتل الإصلاحات في عام 1998 وهي جزء من الفَرِيق المشرف على بناء القوس المقرر تركيبه على الوحدة الرابعة من المُفَاعِل في عام 2017. |
| محطّة هانفورد لمعالجة النفايات     |        | قادت بكتل فَرِيق تصميم وبناء وتشغيل الموقع الأكبر من نوعه، وبدأت في العمل في 2001، وشهد الموقع عدَّة تأخيرات، ومن المقرر بدء معالجة النفايات "منخفضة النشاط" في 2022. |
| سابين باس للغاز الطَّبيعِيّ المُسَال    |        | هو مرفق للغاز الطَّبيعِيّ المُسَال قيد التطوير في لويزيانا، تعمل بكتل على المَشْرُوع لصالح "تشينير إنيرجي بارتنر" وبنت بكتل بين عاميّ 2005 و2009 محطّة إعادة تحويل الغاز. |
| مختبر لوس ألاموس الوطني           |        | مختبر البحث الأمريكيّ الذي يركز على الأسلحة النوويَّة، أدارت بكتل كلًا المختبرين فِي مَشْرُوع مُشْتَرَك مع جامعة كاليفورنيا ومنظَّمات أُخرى مُنذُ عام 2006 بموجب عقود مع وزارة الطاقة. |
| محطة واتس بار النووية             |        | أكملت بكتل محطّة الطاقة النوويَّة في ولاية تينيسي المكونة من مفاعلين لتوليد الطاقة الكهربائيّة، وفي عام 2007 اختارت سلطة وادي تينيسي بكتل لِاستكمال الوحدة الثانيةُ التي توقفت عن البناء في عام 1985، وأكملتها في 2015. |
| البِنية التَّحتيَّة الوطنيَّة في الغابون |        | وضعت بكتل مع الرئيس علي بونغو أونديمبا خطة رئيسيَّة لتطوير البِنية التَّحتيَّة في 2010، وتهدف الخطة لاستثمار 25 مِليار دُولَار في البِنية التَّحتيَّة الجديدة بحلول 2025، وأنشأت بكتل الوكالة الوطنيَّة للبنية التحتية في البلاد للإشراف على جميع مشاريع الأشغال العامَّة في الدولة حتَّى عام 2016، بما في ذلك مجالات التَّعليم والإسكان والنقل.                                            |
| محطة ايفانباه للطاقة الشمسية      |        | بنت بكتل المحطّة المخصصة للطاقة الشمسيَّة الحراريّة تَقع في صحراء موهافي في ولاية كاليفورنيا. |
| جزيرة كورتيس للغاز الطَّبيعِيّ المُسَال |        | انشأت بكتل ثلاثة مصانع للغاز الطَّبيعِيّ المُسَال في جزيرة كورتيس في كوينزلاند الاسترالية. |

### مشاريع النقل
| الاسم                      | الصورة | الوصف |
| -------------------------- | ------ | --- |
| النقل السريع لمنطقة الخليج |        | بدأت بكتل أعمال البناء في نِظَام النقل العام لمنطقة منطقة خليج سان فرانسيسكو فِي مَشْرُوع مُشْتَرَك يسمى "بارسونز-برينكرهوف-تيودور-بكتل" في 1964 واكتمل المَشْرُوع في 1976. |
| نفق المانش                 |        | هو نفق تحت البحر يبلغ طوله 32 ميلاً يربط بين المملكة المتحدة وفرنسا، وتعتبره الجمعية الأمريكية للمهندسين المدنيين أحد "عجائب الدنيا السبع فِي الْعَالم الحديث". استمر البناء فيهِ من 1988 إلى 1994. |
| نفق بوسطن المركزي          |        | أشرفت بكتل و"بارسونز برينكرهوف" بشكلٍ مُشْتَرَك على تخطيط وبناء قسم من الطريق السريع 93 الذي يمر عبر وسط مدينة بوسطن، بدأت أعمال التخطيط في 1982 وتمَّ بنائه خِلال الفترة من 1991 إلى 2006. وتضمّن المَشْرُوع بناء جسر "ليونارد ب. زاكيم بونكر هيل" التذكاري، وهو أكبر جسر معلق بالكابلات فِي الْعَالم، وإنشاء نفق تحت الماء يمر عبر ميناء بوسطن ويربط وسط المدينة مع مطار لوجان الدولي، وكان يُعتبر أكثر مشاريع الطرق السريعة تعقيدًا وتكلفة في تاريخ الولايات المتَّحدة. |
| سكة حديد نفق القنال        |        | هي سكة حديدية عالية السرعة تربط لندن بنفق القنال، قادت بكتل اتِحاد شركات السكك الحديديَّة في لندن وكونتيننتال لتصميم وإدارة المَشْرُوع وبناء السكة الحديديَّة، وتَجدِيد محطة قطار سانت بانكراس. |
| مترو أثينا                 |        | قادت "بكتل" اتِحاد لبناء خطين جديدين في نِظَام النقل السريع في أثينا، وإنشاء 17 ميل من توسيع السكك الحديديَّة ومحطتين قبل دورة الألعاب الأولمبية الصيفية 2004. وعملت الشركة أيضًا مع وزارة الثقافة والرياضة اليونانيّة لضمان الحفاظ على القطع الأثرية المُكتشفة. |
| جسر تكوما ناروس            |        | هو جسر معلق يعبر بيوجت ساوند في تاكوما بواشنطن، أختارت وزارة النقل بولاية واشنطن شركة بكتل و"بيتر كيويت وأولاده" لبناء جسر ثانٍ موازٍ لاستيعاب حركة المرور المُتزايدة. وقد بدأَ البناء في عام 2002 واكتمل في 2007، ويُعد أكبر جسر أمريكيّ بعدَ جسر فيرازانو - ناروز الذي بني في 1964. |
| كروس ريل                   |        | السكك الحديديَّة للركاب التي تربط مطار لندن هيثرو بوسط لندن وتُوفر وصلات إلى المدينة والضواحي. شاكت بكتل في فَرِيق للإشراف على الأعمال الانشائية، وقد بدأت أعمال التطوير في 2009 وأكتملت في 2015، ويُعدُّ "كروس ريل" أكبر مَشْرُوع للبنية التحتية في أوروبا. |
| مترو الرياض                |        | نِظَام النقل السريع في العاصِمَة السُعوديَّة الرياض، تم التعاقد مع بكتل في 2013 لقيادة فَرِيق لتطوير ستة خطوط، وفي عام 2016 صرحت بكتل بأنَّ المَشْرُوع أكبر مَشْرُوع هندسة مدنية قامت به الشركة في تاريخها. |
| طريق رومانيا A3 السريع     |        | بنت بكتل 54 كيلومتر من طريق ترانسيلفانيا السريع مقابل 1.25 مِليار يورو، ويُعدُّ أحد أغلى الطرق السريعة فِي الْعَالم. |

## وصلات خارجية
- الموقع الإلكتروني